# Demeljoch
De Demeljoch is een 1924 meter hoge bergtop in het Karwendelgebergte. De berg behoort tot het Vorkarwendel, een zijketen van dit gebergte, en ligt op de grens tussen de Duitse deelstaat Beieren en de Oostenrijkse deelstaat Tirol. De top is vanaf de oostzijde van het stuwmeer Sylvensteinsee via een gemakkelijke bergtocht bereikbaar.